# Langur kalimantański
Langur kalimantański (Presbytis canicrus) – gatunek ssaka naczelnego z podrodziny gerez (Colobinae) w obrębie rodziny koczkodanowatych (Cercopithecidae). 

## Zasięg występowania
Langur kalimantański występuje na Borneo, ograniczone do obszaru Borneo Wschodniego, od rzek Kayan i Sembakung na północy, południu i południowym zachodzie do rzeki Mahakam; zachodnia granica zasięgu nie jest dobrze znana, ale na pewno na wschód od Parków Narodowych Apau Kayan i Kayan Mentarang.

## Taksonomia
Gatunek po raz pierwszy naukowo opisał w 1934 roku amerykański zoolog Gerrit Smith Miller nadając mu nazwę Presbytis canicrus. Holotyp pochodził z Borneo Wschodniego, w Indonezji. 
Takson tradycyjnie traktowany jako podgatunek P. hosei jednak różni się od niego morfologicznie na tyle by być traktowany jako odrębny gatunek. Autorzy Illustrated Checklist of the Mammals of the World uznają ten takson za gatunek monotypowy.

### Etymologia
- Presbytis: gr. πρεσβυτις presbutis „staruszka”, od πρεσβυτης presbutēs „starzec”; być może również od πρεσβυτερος presbuteros „senior, ksiądz”[7].
- canicrus: łac. canus „szary”[8]; crus „noga”[9].

## Morfologia
Długość ciała (bez ogona) 48–56 cm, długość ogona 65–84 cm; masa ciała samic 5,5–6 kg, samców 6–7 kg. 

## Status zagrożenia i ochrona
Do niedawna uważany za wymarły. Od 2004 roku nie spotykano już tych zwierząt na wolności. W 2012 roku „American Journal of Primatology” podał informację, że międzynarodowy zespół prowadzący badania w rezerwacie Wehea w regionie Kalimantan w północno-wschodniej indonezyjskiej części Borneo, dokonał odkrycia żyjących przedstawicieli langura kalimantańskiego. W 2019 roku zespół badawczy biologa Forrest'a Gallante we współpracy z Animal Planet sfilmował żyjącego langura kalimantańskiego.